# Salina
För andra betydelser, se Salina (olika betydelser).
Salina [/səˈlaɪnə/] är en stad i Saline County i delstaten Kansas, USA. Salina är administrativ huvudort (county seat) i Saline County. 